# Gower Champion
Gower Carlyle Champion est un acteur, danseur, chorégraphe et metteur en scène américain né à Geneva (Illinois) le 22 juin 1919 et mort à New York le 25 août 1980.

## Biographie
Gower Champion a dansé à Broadway et dans de nombreux films musicaux des années 1950.
Il a été marié de 1947 à 1973 à Marjorie Belcher, connue sous le nom de Marge Champion. Il meurt le jour de la création à Broadway de 42nd Street qu'il avait mis en scène et chorégraphié.

## Théâtre
- 1939 : Streets of Paris : danseur
- 1942 : The Lady Comes Across : Campbell
- 1942 : Count Me In : Teddy Roosevelt Brandywine
- 1948 : Small Wonder - chorégraphie
- 1948 : Lend an Ear - chorégraphie
- 1951 : Make a Wish - chorégraphie
- 1955 : Three for Tonight - chorégraphie et mise en scène
- 1960 : Bye Bye Birdie - chorégraphie et mise en scène
- 1961 : Carnival! - chorégraphie et mise en scène
- 1963 : My Mother, My Father and Me - mise en scène
- 1964 : Hello, Dolly! - chorégraphie et mise en scène
- 1964 : High Spirits - mise en scène complémentaire
- 1966 : Three Bags Full - mise en scène
- 1966 : I Do! I Do! - mise en scène
- 1968 : The Happy Time - chorégraphie et mise en scène
- 1969 : A Flea in Her Ear - mise en scène
- 1972 : Sugar - chorégraphie et mise en scène
- 1973 : Irene - mise en scène
- 1974 : Mack and Mabel - chorégraphie et mise en scène
- 1976 : Rockabye Hamlet - chorégraphie et mise en scène
- 1977 : The Act : Dan Connors (en alternance)
- 1978 : A Broadway Musical - supervision artistique
- 1980 : 42nd Street - chorégraphie et mise en scène

## Filmographie
Comme acteur
- 1945 : Rhapsodie en bleu : danseur de claquettes au Remick's
- 1946 : La Pluie qui chante : danseur dans le numéro Roberta
- 1948 : Ma vie est une chanson : danseur
- 1951 : Show Boat : Frank Schultz
- 1952 : Les Rois de la couture : Jerry Ralby
- 1952 : Mon amour t'appelle (Everything I Have Is Yours) : Chuck Hubbard
- 1954 : Donnez-lui une chance : Ted Sturgis
- 1955 : La Chérie de Jupiter : Varius
- 1955 : Tout le plaisir est pour moi : Vernon Lowndes
- 1968 : Star! : danseur dans le numéro Limehouse Blues

Comme réalisateur
- 1963 : Mes six amours et mon chien (My Six Loves)
- 1974 : Bank Shot

## Distinctions
- Tony Awards 1964 : Meilleure chorégraphie et Meilleure mise en scène pour Hello, Dolly!